# Broken (Elisa)
Broken è un singolo della cantautrice italiana Elisa, pubblicato il 24 ottobre 2003 come primo estratto dal quarto album in studio Lotus.

## Descrizione
Il brano cominciò ad essere trasmesso dalle radio dal 10 ottobre 2003 e il singolo, messo in vendita il 24 ottobre e contenente anche le cover (Sittin' on) the Dock of the Bay di Otis Redding e Redemption Song di Bob Marley. Il brano ottiene un buon successo radiofonico. Negli anni successivi, con l'avvento del download digitale, il singolo è stato pubblicato anche in questo formato.

## Video musicale
Il videoclip della canzone, esistente in due versioni leggermente differenti, fu girato nell'ottobre del 2003 nei luoghi natali di Elisa tra Grado, Trieste e Monfalcone da Luca Guadagnino, regista anche dei video di Asile's World (2000), Luce (tramonti a nord est) (2001) e Swan (2005). Oltre ad Elisa nel video sono presenti anche i suoi amici membri della sua band, che hanno suonato con lei nell'intero album e che di solito l'accompagnano nei tour.

## Tracce
1. Broken (E. Toffoli) – 4:20
2. (Sittin' on) the Dock of the Bay (O. Redding, S.Cropper) – 2:52
3. Redemption Song (R. N. Marley) – 5:23

## Successo commerciale
Entrò subito nella Top Five dei singoli più venduti in Italia (alla numero 3), portando l'album Lotus al secondo posto della classifica.
Nella classifica annuale dei singoli più venduti del 2003, Broken è risultato alla numero 14, preceduto alla numero 12 dalla cover della stessa Elisa di Almeno tu nell'universo.

## Classifiche
| Classifica (2003-04) | Posizione massima |
| -------------------- | ----------------- |
| Italia               | 3                 |